# Kaysone Phomvihane
Kaysone Phomvihane, né le 13 décembre 1920 à Savannakhet et mort le 21 novembre 1992 à Vientiane, est un homme d'État laotien. Il fut le premier secrétaire général du Parti révolutionnaire populaire lao de 1955 jusqu'à sa mort en 1992. Après la prise du pouvoir par les communistes à la suite de la guerre civile laotienne, il fut de facto le dirigeant du Laos de 1975 jusqu'à sa mort. Il a été le 1er Premier ministre de la République démocratique populaire lao de 1975 à 1991, puis le deuxième président de 1991 à 1992. Ses théories et ses politiques sont officiellement connues sous le nom de pensée de Kaysone Phomvihane.

## Biographie

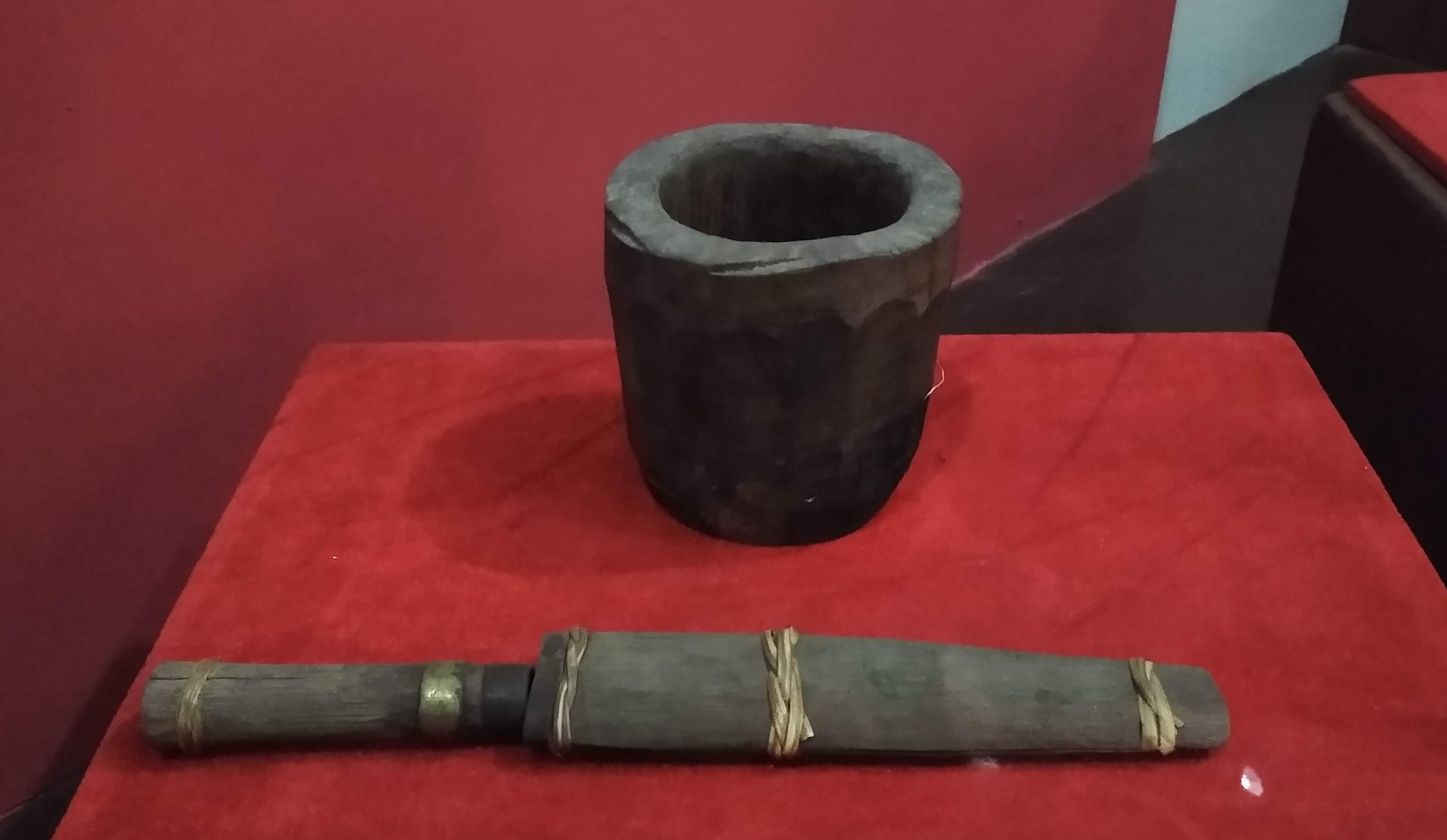
Matériaux utilisés par Kaysone Phomvihane lors d'une cérémonie de prestation de serment en 1948.

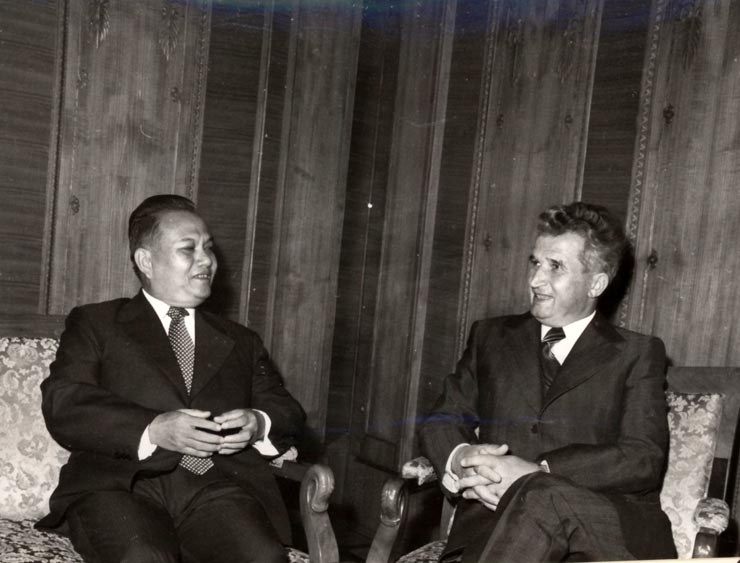
Kaysone Phomvihane avec Nicolae Ceaușescu en 1976.

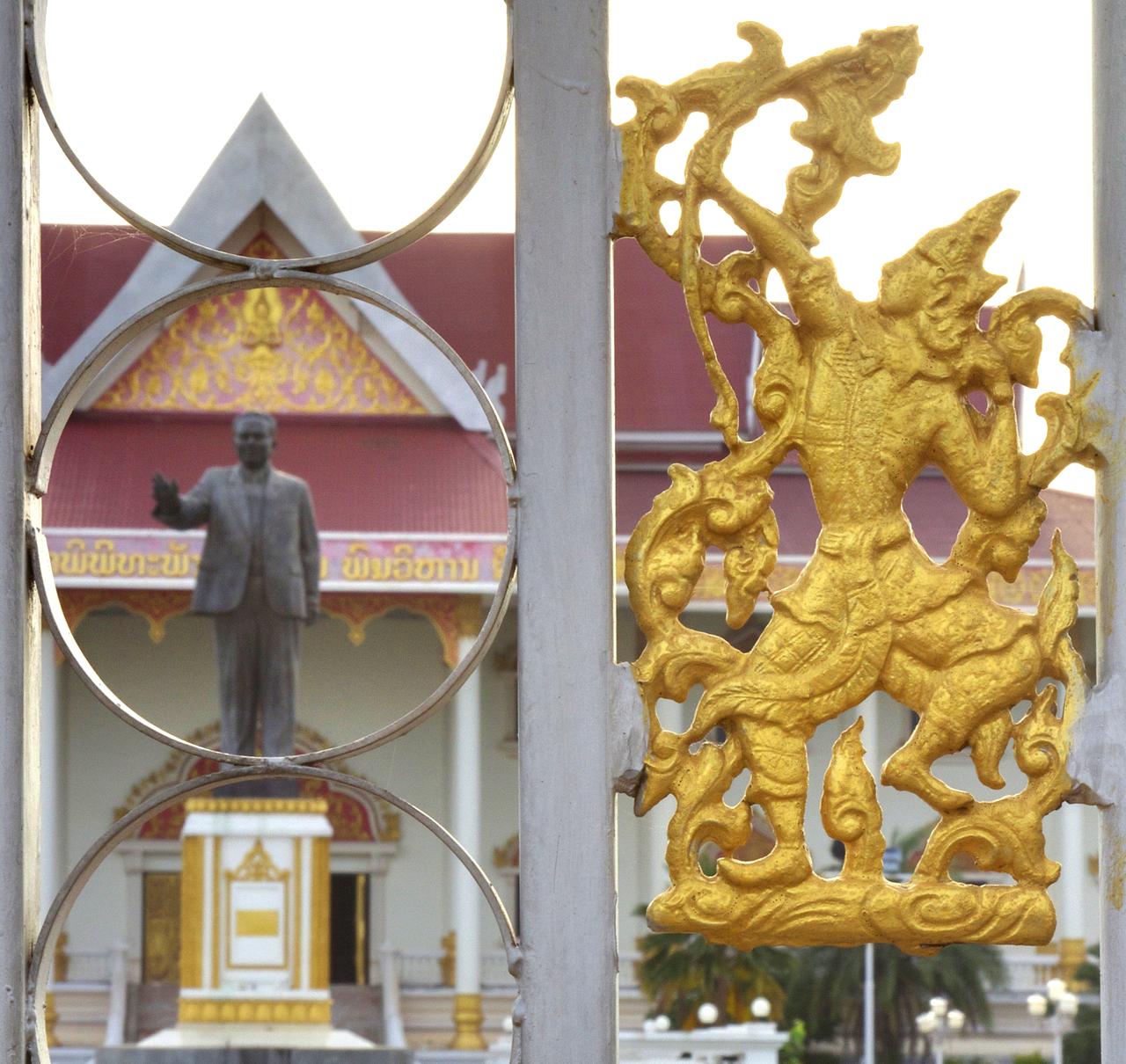
Musée Kaysone Phomvihane à Vientiane.

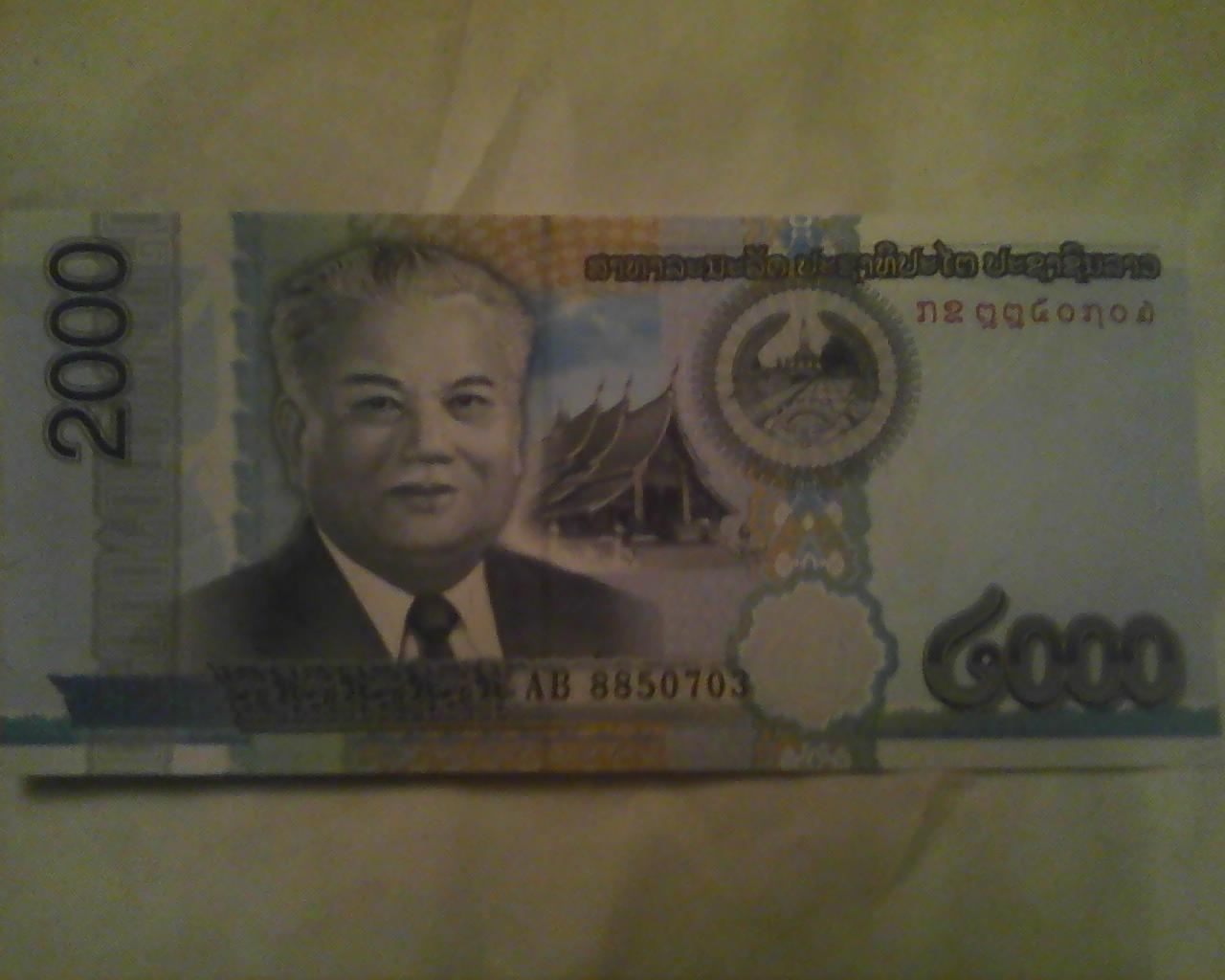
Kaysone Phomvihane sur un billet de 2000 kip émis en 2011.

Né Nguyễn Cai Song à Savannakhet dans la province du même nom au Laos, d'un père vietnamien (Nguyễn Trí Loan) et d'une mère lao (Nang Dok), il a deux sœurs : Nang Souvanthong, qui vivait en Thaïlande, et Nang Kongmany, qui vivait aux États-Unis.
Il étudia le droit à l'université Indochinoise à Hanoï, au Viêt Nam, aux côtés de son futur camarade révolutionnaire Nouhak Phoumsavanh, mais abandonna ses études pour combattre les colonialistes français au Viêt Nam. Plus tard, il rejoignit le mouvement Pathet Lao.
Il devint un révolutionnaire actif pendant ses études à Hanoï dans les années 1940, fondant l'Armée populaire de libération du Laos (LPLA) le 20 janvier 1949 et devenant ministre de la Défense du gouvernement de résistance (Néo Lao Issara) à partir de 1950. En 1955, il joua un rôle déterminant dans la création du Parti révolutionnaire populaire lao (PPRL) à Sam Neua, dans le Nord, et devint par la suite le chef du Pathet Lao. Pendant plusieurs années, il resta dans l'ombre, le prince Souphanouvong servant de figure de proue du Pathet Lao. Dans les années qui suivirent, il dirigea les forces communistes contre le royaume du Laos et les forces américaines.
Kaysone sortit de l'ombre en décembre 1975, peu après la prise de Vientiane par le Pathet Lao et la prise de contrôle du pays. Lors d'une Conférence nationale des représentants du peuple qui s'ouvrit le 1er décembre, Kaysone proclama l'abolition de la monarchie et l'instauration d'une république. Le lendemain, sur sa proposition, la Conférence nationale accepta l'abdication du roi Sisavang Vatthana, abolit la monarchie et proclama la République démocratique populaire lao. Kaysone nomma Souphanouvong premier président, tandis que lui-même fut nommé Premier ministre, poste qu'il conserva jusqu'à son accession à la présidence en 1991. Entre-temps, il épousa Thongvin Phomvihane.
Sous sa direction, le processus de démarcation de la frontière entre le Laos et le Viêt Nam commença en 1977 et se termina en 2007. Selon des journalistes occidentaux, la frontière actuelle est « très proche » de la frontière française de 1945 entre le Laos et l'Annam.
Selon Vatthana Pholsena, professeur adjoint d'études sur l'Asie du Sud-Est à l'université nationale de Singapour et auteur du livre « Post-War Laos », Kaysone était « le principal décideur politique et un homme fort de la RDPL ». Il a créé la province de Sékong en hommage à la minorité du Sud pour son soutien à l'effort de guerre.
Kaysone décéda à Vientiane le 21 novembre 1992. Après sa mort, le gouvernement du Laos construisit un musée (en) en son honneur, financé en partie par le Viêt Nam.
En 2012, ses cendres incinérées furent transférées de leur lieu de repos d'origine au cimetière national nouvellement construit.

## Famille
Kaysone eu quatre fils : Saysomphone, Thongsavanh, Sanyahak et Santiphap, qui ont tous occupé des postes importants au sein du LPRP. Saysomphone a été président du Front laotien pour le développement national (en) et est actuellement président de l'Assemblée nationale. Thongsavanh est le chef du Comité des relations extérieures du LPRP. Sanyahak a été élu au Comité central du LPRP lors du 8e Congrès du LPRP et est devenu général de division à l'âge de 40 ans en 2008. Cependant, il est décédé prématurément le 19 juillet 2013 à l'âge de 45 ans. Santiphap est actuellement gouverneur de la province de Savannakhet.

## Décorations étrangères
- Chevalier de l'ordre du Rajamitrabhorn (Thaïlande)
- Grand-Croix de l'Ordre de José Martí (Cuba)
- Ordre de l'Étoile d'Or (Viêt Nam)
- Grand Col de l'Ordre de Sikatuna (Philippines)
- Étoile de la République d'Indonésie, 1re classe (Indonésie)
- Grande étoile de l'Ordre du Mérite (Autriche)
- Ordre de Lénine (Union soviétique)
- Ordre de l'Amitié des peuples (Union soviétique)